# 플랑크 상수

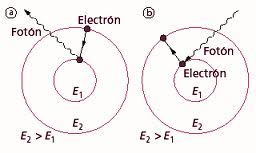

플랑크 상수(Planck常數, Planck constant, 기호 h)는 입자의 에너지와 드브로이 진동수의 비 ({\displaystyle h=E/f})이다. 양자역학의 기본 상수 중 하나다. 이 상수를 도입한 물리학자 막스 플랑크의 이름을 땄다. 기호는 라틴 문자 "{\displaystyle h}"이다. 유니코드 기호 (ℎ)가 있다.
2018년 11월 16일 제26차 국제도량형총회(CGPM)에서 아래의 값으로 정의되었다.
{\displaystyle h=6.626\,070\,15\times 10^{-34}\ \mathrm {J\cdot s} }
새로운 정의는 2019년 5월 20일 세계 측정의 날부터 발효되었다.
양자역학에서는 {\displaystyle h} 대신에 다음과 같이 정의되는 {\displaystyle \hbar }가 더 자주 쓰이기도 한다.
{\displaystyle \hbar ={\frac {h}{2\pi }}=1.054\ 571\ 800(13)\times 10^{-34}\ \mathrm {J\cdot s} }
식에서 {\displaystyle \pi }는 원주율을 나타낸다. 이 기호는 영어에서는 'h-bar(IPA: [éitʃ bɑ́ːr] 에이치 바)', 독일어에서는 'ha quer')(하 크베어)로 읽는다. 이 상수 {\displaystyle \hbar }는 폴 디랙의 이름을 따 디랙 상수(Dirac's constant) 또는 환산 플랑크 상수라고도 한다. 유니코드 기호로는 에이치바(ℏ)로 표기한다.
{\displaystyle \hbar }는 각운동량의 양자이다. 계의 임의의 축에 대한 각운동량은 언제나 {\displaystyle \hbar /2}의 정수배의 값으로 양자화한다.
{\displaystyle \hbar }는 또 불확정성 원리를 기술하는 식에도 등장한다.
그래서 {\displaystyle \hbar }가 {\displaystyle h}보다 더 기본적이라고 주장한다.
그 밖에 {\displaystyle \hbar }는 플랑크 단위의 정의에 사용된다.

## 역사
처음에 고전물리는 뉴턴의 역학 이론에서 시작되었지만 재능있는 수많은 학자들이 물리에 뛰어들어 그 영역을 전자기까지 확장을 시켜 모든 영역에서 승승장구하였었다. 막스 플랑크가 물리를 하던 19세기 후반, 물리는 더 이상 발전이 없을 것이며 소소한 몇몇 문제만 해결되면 완벽한 학문이 될 것이라는 의견이 매우 팽배하였다. 하지만 고전물리는 흑체 복사와 관련된 부분에서 문제에 부딪히게 되었다. 그것은 고전물리가 예측하는 결과와 흑체 복사의 실험 결과가 일치하지 않는 문제가 발생한 것이다. 긴 파장에서는 잘 일치하지만 짧은 파장에서는 일치하지 않는 문제가 생긴 것이다. 이에 대한 사고 실험은 다음과 같다.
아주 잘 밀폐된(외부와 에너지 교류가 없는) 한 용기 안에 흑체와 한 줄기 빛을 집어넣고 용기를 다시 밀폐한다고 하자. 이 경우 흑체는 빛을 흡수하여 파장의 형태로 다시 방출을 하게 되는데 고전물리의 등분배법칙에 의하면 흑체가 방출하는 에너지는 모든 파장에 골고루 나뉘어야 한다. 이 말은 아주 작은 빛을 넣게 되더라도 상자를 열게 되면 엑스선이나 감마선이 나오게 되는 현실에서는 불가능한 모순이 생기게 된다.
이러한 문제를 해결하기 위해 몇몇의 물리학자들이 매달리게 되었다. 막스 플랑크는 이러한 문제를 해결하기 위해 다음과 같은 혁명적인 착상을 하였다. 그것은 '에너지는 주파수에 비례한다'라는 가정이었다. 즉 에너지가 양자화되어 있다는 것이었다. 이 가정에서 에너지와 주파수를 연결해주는 비례상수가 {\displaystyle \hbar } 인 것이다. 물론 플랑크는 가정을 통해서 흑체 복사에 관한 문제를 정리하였고 그 식은 실험과 잘 일치하는 결과를 가지고 왔다. 하지만 플랑크는 저 식에 대해서 큰 의미를 두기보다는 실험결과와 일치시키기 위해 어쩔 수 없이 도입시킨 것이라는 입장을 취하였다.

## 상수 개정
역사적으로, CODATA 플랑크 상수 권장값은 지수부를 제외하고 다음과 같다. CODATA 권장값은 새로운 측정 결과를 반영하여 몇 년마다 개정된다.
- 2002년에 6.626 069 3(11)로 발표되었다.
- 2006년에 6.626 068 96(33)로 정정되었다.
- 2010년에 6.626 069 57(29)로 정정되었다.
- 2014년에 6.626 070 040(81)로 정정되었다.
- 2018년에 6.626 070 15로 정의되었다.

## 같이 보기
- 슈뢰딩거 방정식
- 불확정성 원리
- 플랑크 단위